# Pretty Visitors
"Pretty Visitors" é uma música da banda britânica Arctic Monkeys, surgindo como a nona música de Humbug, álbum lançado pela banda em 2009. É mais conhecida pela sua abertura, com instrumentais de órgão e bateria, bem como pela sua lírica rápida e enigmática. Foi lançada durante a passagem pela Austrália e Nova Zelândia da turnê Humbug, em que o vocalista da banda, Alex Turner, a tocaria num Vox Super Continental Organ; posteriormente, as teclas durante os restantes concertos da turnê estariam a cargo do músico John Ashton. Pretty Visitors tornou-se numa música de culto entre os fãs, e é frequentemente tocada durante apresentações ao vivo. A música foi originalmente concebida como o terceiro e último single do álbum, mas foi trocada por "My Propeller" pouco antes do seu lançamento.

## Ficha técnica
- Alex Turner – vocais principais e de apoio, Vox Super Continental Organ, slide guitar
- Jamie Cook – guitarra
- Nick O'Malley – baixo, coro
- Matt Helders – bateria